# Šperkovnice

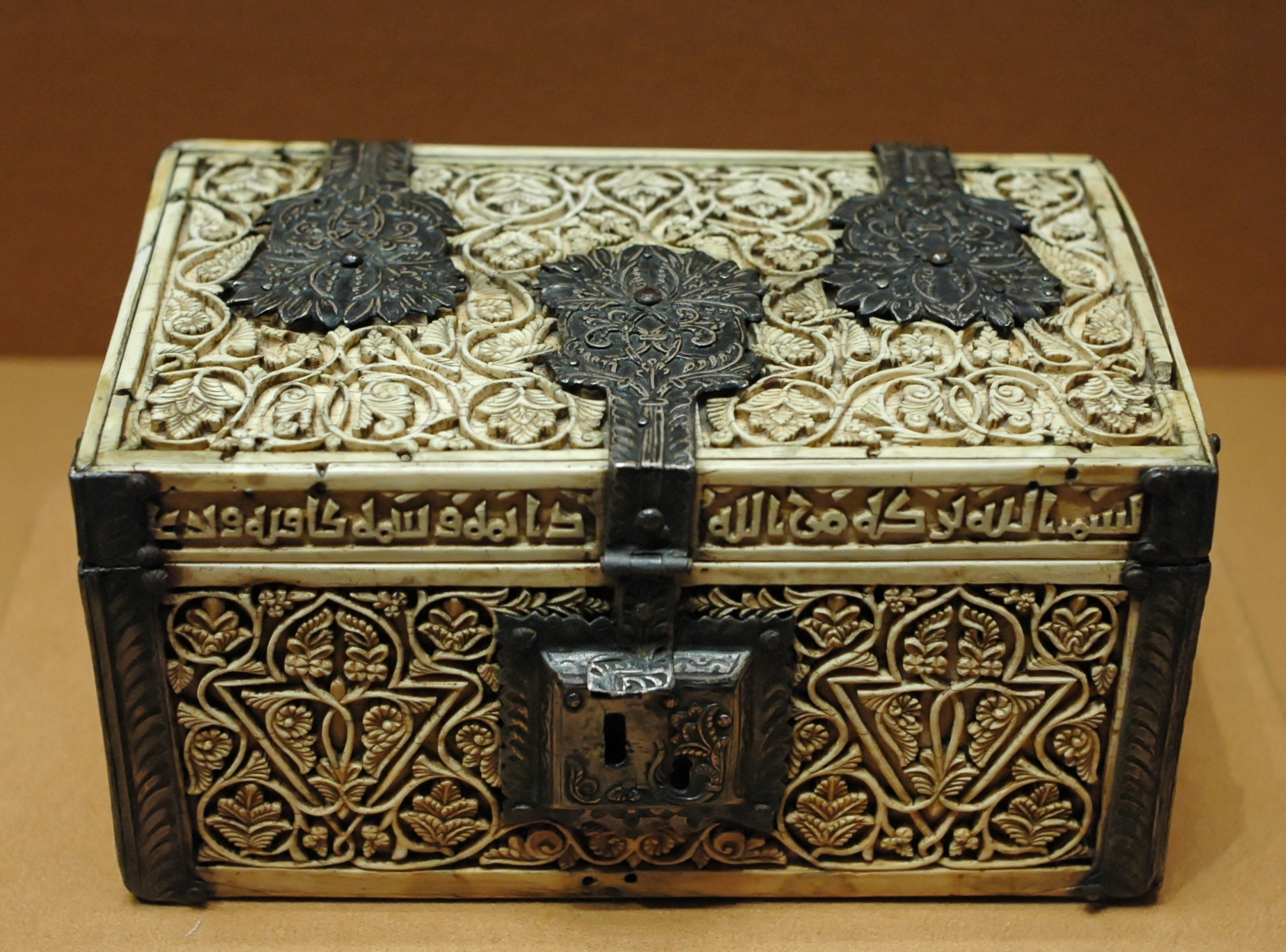
Dřevěná šperkovnice, obložená slonovinou a rytým stříbrem, arabská práce, Cordóbský kalífát, mezi léty 966–967

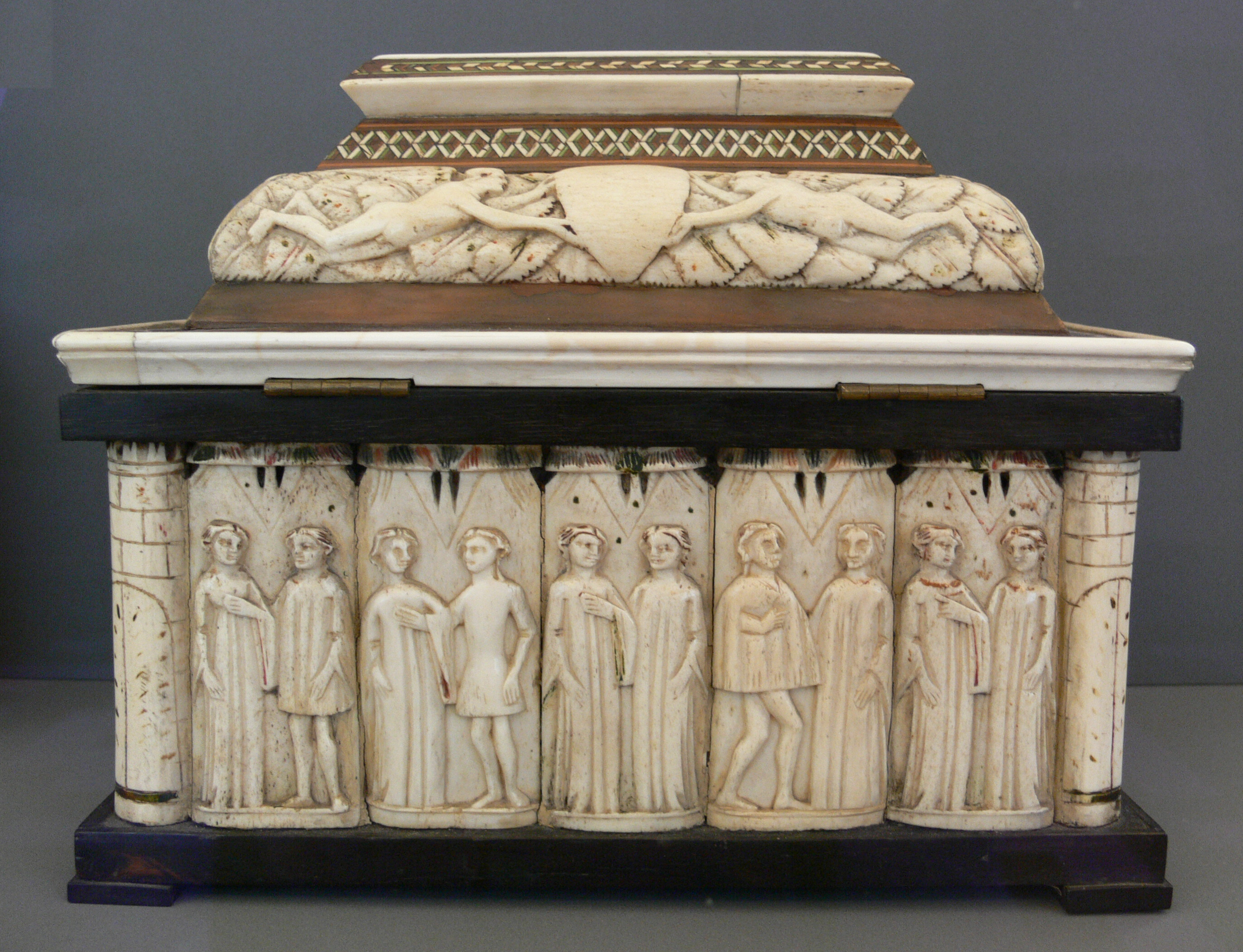
Svatební truhlička se znakem nevěsty a páry milenců na reliéfech, dřevo, slonovina a bronz, dílna Embriachi, Benátky, 15. století

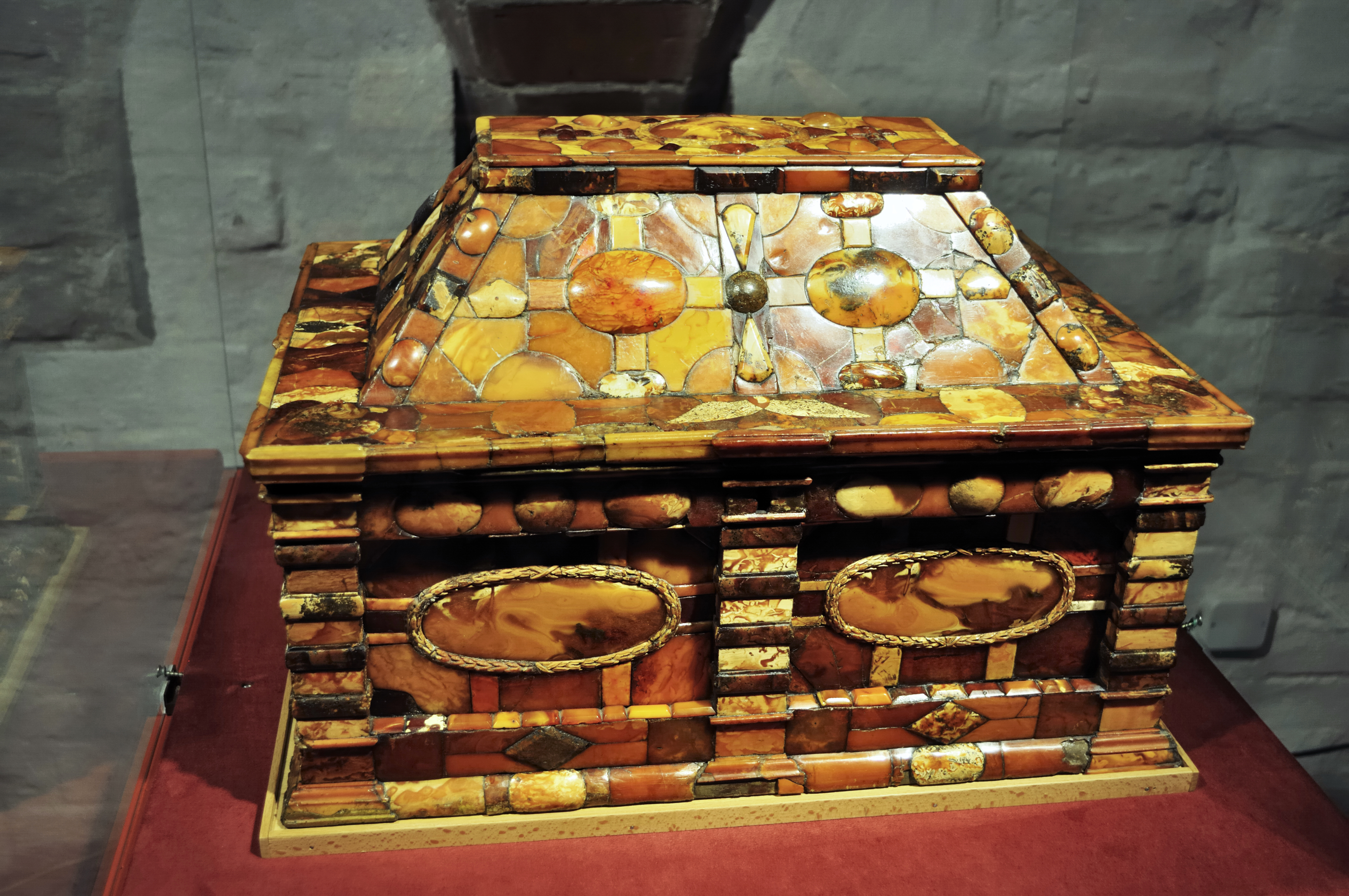
Jantarová šperkovnice z Malborku; Gdaňsk 17. století

Šperkovnice je označení pro kazetu nebo krabičku různého tvaru, konstrukce a materiálu, určenou pro odkládání, ochranu a transport šperků. 

## Historie
Historie šperkovnice sahá do starověku. Dochovaly se šperkovnice egyptské, antické řecké či římské i orientální. Mohly být předmětem osobním, nebo rodinným, pak se dědily z generace na generaci.  Jako privatissima malých rozměrů byly uzamykány do zásuvek kabinetů či do trezorů, pokud měly větší rozměry, sloužily jako truhličky k přenášení či vystavení v interiéru salónů či ložnic.
Specializované dílny na truhličky ze slonoviny byly v Paříži a v Itálii v Benátkách (rodina Embriacchiů), či ve Florencii v 14.-16. století. V době baroka mezi středoevropskými výrobci vedly stříbrnické dílny a marketéři v Augsburgu či v Norimberku.
V 19. století byly oblíbené bizarní tvary miniatur zvířat, vozíčky či Fabergého vejce.

## Materiály
- Kazety: konstrukce byla ze dřeva; měkké dřevo se obkládalo destičkami ̠ze slonoviny, želvoviny, perleti, jantaru, tepaného zlaceného stříbra a dalších vzácných materiálů, někdy s drahokamy. Užívala se také mikromozaika z leštěných polodrahokamů. Jindy bylo zvoleno tvrdé dřevo jako eben či palisandr leštěné. Velikost se pohybovala od stolních škříněk a tzv. svatebních truhliček, (do kterých se ve středověku a renesanční době kromě šperků ukládalo věno nevěsty v mincích a svatební smlouva)   až po samostatně stojící kabinet (tzv. Pomořanský kabinet). Kazeta měla vždy zámek na klíček, kabinet soustavu skrytých přihrádek a skrytý mechanismus na otevření.

- Šperkovnice drobné schránky na osobní šperk pro každodenní používání, například na prsteny či brože; okrouhlé či obdélné krabičky s víčkem,  zlaté, stříbrné či keramické.